# Берлинский, Валентин Александрович
Валенти́н Алекса́ндрович Берли́нский (19 января 1925, Иркутск — 15 декабря 2008, Москва) — советский и российский виолончелист и музыкальный педагог, основатель квартета имени Бородина. Народный артист РСФСР (1974). Лауреат Государственной премии СССР (1986).

## Биография
Родился в Иркутске. Племянник композитора Павла Берлинского. Игре на скрипке в детстве обучался у отца Александра Михайловича Берлинского (1892—1959), который был учеником Л. С. Ауэра, но по личным причинам отказался от музыкальной карьеры и стал юристом.
В 1941 году окончил в Москве Центральную музыкальную школу по классу виолончели у Е. М. Гендлина. В начале Великой Отечественной войны был эвакуирован с родителями в Саратов. В 1947 году окончил Московскую консерваторию, а в 1952 году — аспирантуру Музыкально-педагогического института им. Гнесиных по классу виолончели (у С. М. Козолупова).
Созданный в 1944 году при участии Берлинского студенческий струнный квартет существует до сих пор под именем Квартета имени А. П. Бородина при Московской филармонии.
Сразу после окончания Московской консерватории стал преподавать класс виолончели и камерного ансамбля в Музыкальном училище им. Ипполитова-Иванова. С 1970 года преподавал в Музыкально-педагогического института им. Гнесиных (позже преобразованном в Российскую академию музыки им. Гнесиных; с 1980 года — профессор.
Среди «воспитанников» Берлинского многие известные квартеты: Российский струнный квартет, «Каприс-квартет», «Доминант-квартет», «Вероника-квартет» (США), Квартет имени С. В. Рахманинова (Сочи), «Романтик-квартет», Московский квартет, «Астана-квартет» (Казахстан), «Моц-арт-квартет» (Саратов).
Берлинский был женат, у него дочь Людмила и сын Виктор.
Валентин Берлинский умер в ночь на 15 декабря 2008 года. Похоронен в Москве на Ваганьковском кладбище (30 уч.).

## Концертная деятельность
В 1944 году В. А. Берлинский стал одним из организаторов студенческого струнного квартета, который позднее (в 1946 году) вошёл в состав Московской филармонии. В первый состав квартета помимо Берлинского вошли Я. П. Александров, Р. Д. Дубинский и Д. В. Шебалин. В 1955 году квартет получил название Квартет имени Бородина и существует до настоящего времени (в 2001 году в квартете играли А. Абраменков, Р. Агаронян, В. Берлинский, И. Найдин). В составе Квартета Берлинский концертировал более чем в 50 странах мира. В 2000 году возглавил Благотворительный фонд Квартета.
С начала концертного сезона 2008 года Берлинский не принимал участия в концертах квартета имени Бородина, однако формально оставался в составе коллектива.

## Общественная деятельность
Один из организаторов и председатель жюри Конкурса квартетов им. Д. Д. Шостаковича (Ленинград—Москва, 1979), художественный руководитель Международного фестиваля искусств им. академика Сахарова в Нижнем Новгороде (с 1992).
С 2000 года Берлинский стал президентом Благотворительного фонда Квартета им. Бородина. С 2001 года являлся президентом Благотворительного фонда им. Чайковского.

## Звания и награды

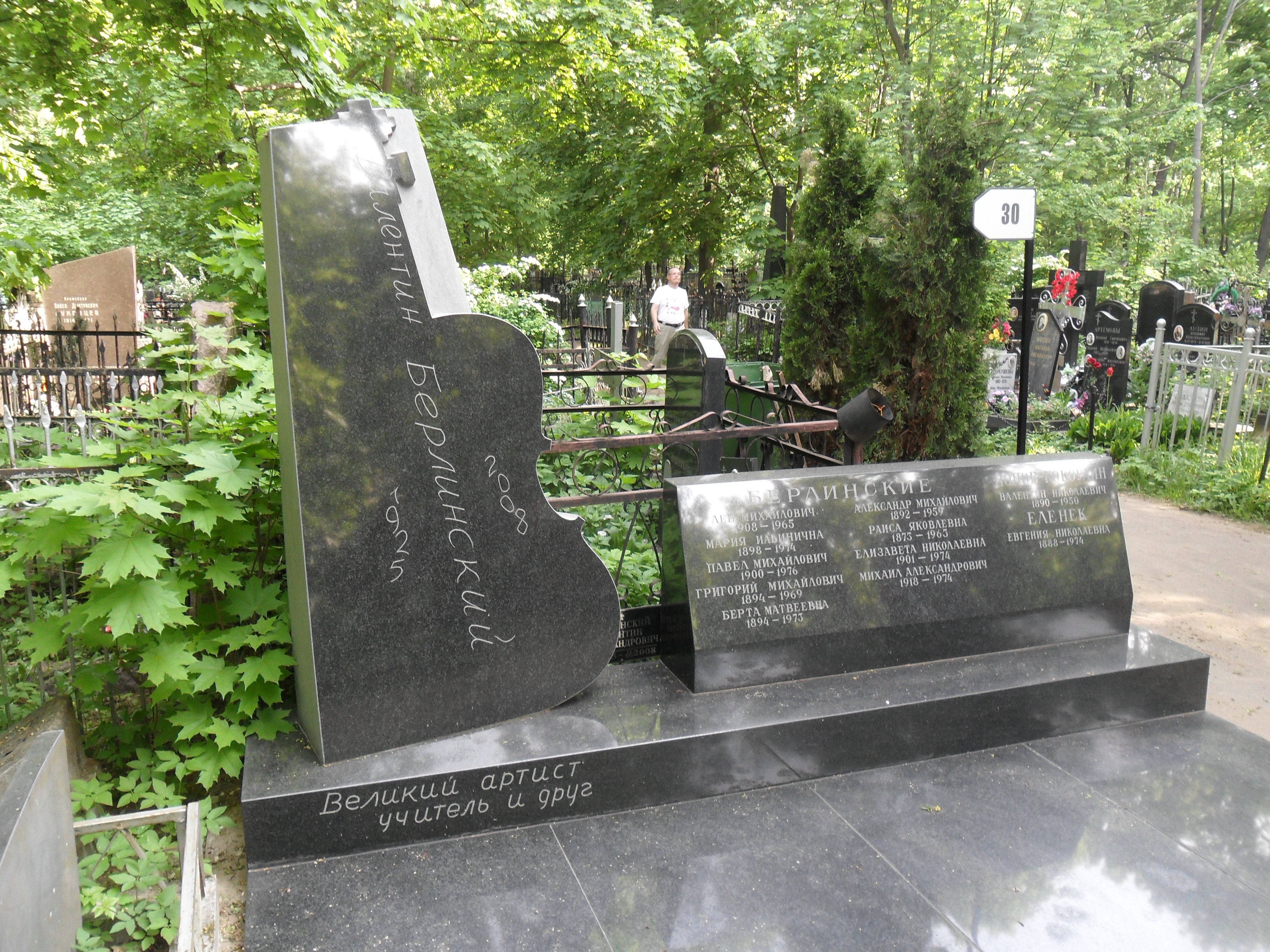
Могила Берлинского на Ваганьковском кладбище.

- Заслуженный артист РСФСР (1967 год)
- Народный артист РСФСР (1974 год)
- Государственная премия СССР (1986 год) — за концертные программы 1982—1983 годов
- Государственная премия РСФСР имени М. И. Глинки (1968 год) — за концертные программы 1965—1966 и 1966—1967 годов
- Орден «За заслуги перед Отечеством» IV степени (18 января 2000 года) — за большой вклад в развитие музыкального искусства[3].
- Орден Дружбы (6 января 1995 года) — за заслуги перед государством, успехи, достигнутые в труде, науке, культуре, искусстве, большой вклад в развитие дружбы и сотрудничества между народами[4]
- Офицер ордена Почётного легиона (Франция, 2006 год)[5]
- Государственная премия Российской Федерации в области литературы и искусства (2001 год)
- Премия Москвы (1997 год)
- Премия Нижнего Новгорода (1997 год)

## Ученики
- Моцарт квартет
- Романтик квартет
- Доминант квартет
- Каприс квартет Архивная копия от 23 декабря 2010 на Wayback Machine
- Vita квартет
- Казахский Государственный Струнный Квартет имени Газизы Жубановой
- UMB